# Добра Поляна
Добра́ Поля́на (болг. Добра поляна) — село в Бургаській області Болгарії. Входить до складу общини Руєн.

## Населення
За даними перепису населення 2011 року у селі проживали 706 осіб, з них 648 осіб (99,8%) — турки.
Розподіл населення за віком у 2011 році:
Динаміка населення: